# Désiré-Alexandre Batton
Désiré-Alexandre Batton (Parigi, 2 gennaio 1798 – Versailles, 15 ottobre 1855) è stato un compositore francese.

## Biografia
Figlio di un fabbricante di fiori artificiali, studiò al conservatorio di Parigi tra il 1806 e il 1817. Uno dei suoi insegnanti fu Luigi Cherubini, di cui frequentò la classe di contrappunto. Nel 1816 ottenne il secondo premio a un concorso dell'Institut de France, e nel 1817 vinse il primo premio al Prix de Rome per la cantata La mort d'Adonis. La vincita del premio gli consentì di viaggiare alcuni anni, ma prima di partire fece rappresentare a Parigi la sua prima opera, La fenêtre secrète, che conteneva sprazzi di «graziosa orchestrazione». Fu per qualche tempo a Bruxelles e Copenaghen, quindi si trasferì a Roma, dove compose musica religiosa, un oratorio, alcuni brani di musica strumentale e un'opera, Vellèda, mai rappresentata. Prima di rientrare a Parigi nel 1823, Batton soggiornò anche a Monaco, dove compose una sinfonia e altri brani per la locale società dei concerti.
Nel 1823 andò in scena Ethelwina, opera a tinte fosche che non ebbe fortuna, con musica troppo uniforme e priva di effetto. Altrettanto poco fortunate furono anche le successive opere, Le prisonnier d'état e Le camp du drap d'or, entrambe del 1828. In seguito a questi insuccessi Batton decise di abbandonare la musica e subentrare al padre nella conduzione dell'azienda familiare.
Batton riprese l'attività musicale nel 1831, con La marquise de Brinvilliers, un'opera collaborativa scritta con Cherubini, Auber, Boieldieu e altri musicisti, che ebbe un certo successo. Nel 1837 andò in scena l'ultima opera di Batton, Le remplaçant, il cui successo fu ostacolato dal pessimo libretto, «uno dei più deboli di Scribe».
Nel 1842 Batton venne nominato ispettore delle succursali del conservatorio di Parigi. Nel 1849 divenne insegnante nello stesso conservatorio.

## Composizioni

### Opere
| Titolo                                     | Genere        | Atti | Libretto                             | Première         | Città, teatro                                  | Note                                                                                               |
| ------------------------------------------ | ------------- | ---- | ------------------------------------ | ---------------- | ---------------------------------------------- | -------------------------------------------------------------------------------------------------- |
| La fenêtre secrète, ou Une soirée à Madrid | opéra comique | 3    | Joseph Des-Essarts d'Ambreville      | 17 novembre 1818 | Parigi, Opéra-Comique (Théâtre Feydeau)        | |
| Vellèda                                    | opéra comique | 1    |                                      |                  |                                                | Composta nel 1820; non rappresentata. Da Les martyrs di Chateaubriand                              |
| Ethelwina, ou L'exilé                      | opéra comique | 3    | Paul de Kock e Mme Lemaignan         | 31 marzo 1827    | Parigi, Opéra-Comique (Théâtre Feydeau)        | |
| Le prisonnier d'état                       | opéra comique | 1    | Mélesville [A.-H.-J. Duveyrier]      | 6 febbraio 1828  | Parigi, Opéra-Comique (Théâtre Feydeau)        | |
| Le camp du drap d'or                       | opéra comique | 3    | Paul de Kock                         | 23 febbraio 1828 | Parigi, Opéra-Comique (Théâtre Feydeau)        | Scritta in collaborazione con Louis-Victor-Étienne Rifaut e Aimé Leborne                           |
| La marquise de Brinvilliers                | drame lyrique | 3    | Eugène Scribe e Castil-Blaze         | 31 ottobre 1831  | Parigi, Opéra-Comique (Salle Ventadour)        | Scritta in collaborazione con Auber, Berton, Blangini, Boieldieu, Carafa, Cherubini, Hérold e Paer |
| Le remplaçant                              | opéra comique | 3    | Eugène Scribe e Jean-François Bayard | 11 agosto 1837   | Parigi, Opéra-Comique (Théâtre des Nouveautés) | |

### Altro
- La mort du Tasse, cantata su testo di Étienne de Jouy, 1816
- La mort d'Adonis, cantata su testo di J.-A. Vinaty, 1817
- Berenice, scena lirica, Roma, 1820
- Ciro, scena lirica, Roma, 1819-23
- Ouverture, Monaco, 1821
- L'attente, per voce e pianoforte, 1839
- Triste hiver, per 3 voci, Parigi, 1855